# Раннохристиянска базилика (Агия Параскеви)
Раннохристиянската базилика (на гръцки: Παλαιοχριστιανική Βασιλική Αγίας Παρασκευής) е археологически обект край кожанското село Агия Параскеви.

## Местоположение
Руините на базиликата са разположени в североизточния край на селото, непосредствено западно от гробищната църква „Света Параскева“.

## История
Разкопките започват през 1964 година и завършват през 1971 година. Църквата е от VI век, част от големите строежи на император Юстиниан I.

## Описание
Църквата е трикорабна голяма базилика с размери 32 Х 14 m с напречен кораб преди светилището, което е тринохално и с притвор на запад. Идентифицирани са и три други постройки, една от които служи за баптистерий. Подовете на базиликата са покрити с мозайки, носещ богата растителна и животинска декорация.